# Crotalaria collina
Crotalaria collina är en ärtväxtart som beskrevs av Roger Marcus Polhill. Crotalaria collina ingår i släktet sunnhampor, och familjen ärtväxter. IUCN kategoriserar arten globalt som nära hotad. Inga underarter finns listade i Catalogue of Life.